# José Bada Panillo
José Ramón Bada Panillo (Fabara, Zaragoza, 1929) es un intelectual y político aragonés.

## Biografía
Estudió teología en la Universidad Pontificia de Salamanca y en la Universidad de Innsbruck (Austria). Fue discípulo del teólogo Karl Rahner y se doctoró en Teología en la Universidad de Múnich. Posteriormente se licenció en filosofía en la Universidad Santo Tomás de Aquino de Roma y en la Universidad de Valencia.
Ejerció la docencia en el Seminario de Zaragoza en los años sesenta y setenta, junto a una generación de eximios profesores, como Alfredo Fierro, Ángel Alcalá o Andrés Ortiz-Osés. Desde finales de los años ochenta enseñó antropología en la Universidad de Deusto y en la Escuela Universitaria de Trabajo Social de San Vicente de Paúl en Zaragoza.
En los años setenta editó la revista y los carteles Eucaristía, para fomentar la predicación cristiana en la línea más abierta y progresista del Concilio Vaticano II. También editó una serie de libros de religión para la enseñanza en Bachillerato, bajo el epígrafe general Para una enseñanza crítica de la religión, que no obtuvieron el placet episcopal.
Miembro activo de los movimientos cristianos de renovación y en las comunidades de base, formó parte del movimiento de apoyo a Wirberto Delso, el famoso cura del “caso Favara” y a la muerte de este impulsó la Asociación Wirberto Delso. También perteneció al movimiento Cristianos por el socialismo y participó varias veces en el Foro del Hecho Religioso, organizado por Gómez Caffarena.
En 1974 colaboró con la USO en la organización de Reconstrucción Socialista de Aragón, a la que representó en la Federación de Partidos Socialistas y condujo luego a converger en 1976 en el Partido Socialista de Aragón. En 1977 fue miembro de la secretaría general colegiada de este partido. Tras el congreso de unidad del PSA y del PSOE en 1978, fue secretario de cultura de la Ejecutiva del Partido de los Socialistas de Aragón (PSOE-Aragón), coincidiendo con Ignacio Sotelo en la secretaría de Cultura de la Comisión Ejecutiva Federal del Partido Socialista Obrero Español, con el que entabló una duradera amistad.
Colaborador de la Gran Enciclopedia Aragonesa, en 1982 se embarcó en la aventura del periódico El día y fue miembro de su consejo de administración.
De 1983 a 1987 fue Consejero de Cultura del primer Gobierno de Aragón elegido por las urnas, liderado por Santiago Marraco. Su gestión se caracterizó por potenciar las infraestructuras culturales de base, en especial, las bibliotecas; restaurar el patrimonio cultural, firmando los convenios para la restauración de la Catedral del Salvador de Zaragoza (La Seo) y de la Catedral de Tarazona; reconocer y fomentar la enseñanza del idioma catalán en la zona oriental de Aragón, la Franja de Aragón, donde esta es la lengua materna, promocionando la publicación de libros de enseñanza del catalán escritos por aragoneses y con ejemplos aragoneses; crear el Seminario de Investigación para la Paz; apoyar la recuperación de los papeles de Joaquín Costa y su estudio; impulsar los estudios sobre el Conde de Aranda; lograr del Ducado de Alba la cesión del Archivo Híjar-Aranda al Gobierno aragonés ; auspiciar la edición de obras importantes como "Aragón, reino de Cristo", de Roque Alberto Faci, o "La restitución del cristianismo", de Miguel Servet.
Presidió el Consejo Superior de las Lenguas de Aragón desde su creación en 2010 hasta su desaparición en 2013. Y es miembro de la Academia Aragonesa de la Lengua desde su creación en 2013.

## Obra[6]

### Religión y cristianismo
- Enseñanza crítica de la religión, 2 vols., 1973. ISBN 13: 978-84-7151-213-0
- El amor de cada día, Equipo Eucaristía, Zaragoza, 1976. ISBN 13: 978-84-400-9784-2
- Para una enseñanza crítica de la religión, 3 vols., Verbo Divino, 1977-1979. ISBN 13: 978-84-7151-213-0
- La izquierda aragonesa ¿de origen cristiano?, Zaragoza, 1979. ISBN 13: 978-84-300-0686-1

### Antropología
- El debate del catalán en Aragón, Migdia Serveis Culturals, Cornidella de Montsant, 1991. ISBN 13: 978-84-87580-05-5
- Prácticas simbólicas y vida cotidiana, Centro del libro de Aragón, Zaragoza, 1995. ISBN 13: 978-84-7753-531-7
- Una cultura del agua en los Monegros: el canal y la balsa Buena, Egido editorial, Zaragoza, 1999. ISBN 13: 978-84-89714-62-5
- La sed: los Monegros y otra escala de valores, Ino Reproducciones, Zaragoza, 2008. ISBN 13: 978-84-932392-6-8
- Sin cabecica atada, Aqua ediciones, Zaragoza, 2013.

### Filosofía
- La tolerancia, entre el fanatismo y la indiferencia, Verbo Divino, Estella, 1996.ISBN 13: 978-84-8169-116-0
- La Paz y las paces, Mira y SEIPAZ, Zaragoza, 2000. ISBN 13: 978-84-8465-031-7
- Luces y sombras de la Ilustración: libertad y convivencia, Mira editores, Zaragoza, 2006. ISBN 13: 978-84-8465-199-4

### Memorias
- Carmen se ha desvivido , Aqua ediciones, Zaragoza, 2013.
- Recuerdos para la paz , Comarca del Bajo Aragón-Caspe / SEIPAZ, Zaragoza, 2019.